# 諏訪湖カントリークラブ
諏訪湖カントリークラブ（すわこカントリークラブ）は、 長野県諏訪市四賀にあるゴルフ場である。

## 概要
1959年（昭和34年）12月、長野県諏訪のロータリークラブと旅館組合が中心となり「諏訪湖ゴルフセンター株式会社」が設立された。その中心人物が寺島清七（後・初代社長、2代目理事長）であり、地元では人望を集めた医師であった。諏訪湖温泉街の一角の片倉館隣にゴルフ練習場が造られた。練習場には、本格的なゴルフを教えるために「川崎国際ゴルフ倶楽部」（現・「川崎国際生田緑地ゴルフ場」、1952年（昭和27年）開場、設計・井上誠一）と平林平治が来訪していた。
練習場は利用客が増え経営は順調だった、そのうち「本物のゴルフ場を造ろう」という気運が高まっていった。1961年（昭和36年）頃、新たなゴルフ場の建設へと候補地探しが始まり、蓼科、岡谷市傘平などが候補に上がり調査を行った。その結果、標高1,400メートルの霧ヶ峰高原に落ち着いたが、その土地は上桑原牧野組合の所有の30万坪で、買収交渉は難航した。ところが、牧野組合員の数名が、寺島医師の執刀で手術を受けていたことが分かり一気に交渉は好転した。
1962年（昭和37年）4月、コース設計は日本技術開発株式会社の間野貞吉に依頼し、クラブ名称「諏訪国際カントリークラブ」の造成工事が着工された。間野は「ゴルフ場の施設」という論文名で、ゴルフ場設計家による博士号第1号である。造成工事は、旅館組合の応援もあり順調に進み、同年10月、9ホールが完成し、仮開場された。翌1963年（昭和38年）8月8日、開場された。
その後、川崎国際ゴルフ倶楽部で、設計を担当した井上誠一の下で働いていた富澤誠造により、7番、8番、15番、16番、17番ホールの大改造が行われた。改造後の富澤は「自ら設計し、自ら鍬を握った」といった。諏訪湖カントリークラブは、特権階級や大資本には縁がない、それでいて人気がある「当クラブは借地であり、資産ゼロである。唯あるのは従業員のみである」と理事長・寺島清七はいった。

## 所在地
〒392-0008 長野県諏訪市四賀字霧ヶ峰7718-1

## コース情報
- 開場日 - 1963年8月8日
- 設計者 - 間野 貞吉、富澤 誠造
- 面積 - 990,000m2（約29.9万坪）
- コースタイプ - 丘陵コース
- コース - 18ホールズ、パー72、6,599ヤード、コースレート72.0
- フェアウェー - コウライ
- ラフ - ノシバ
- グリーン - 2グリーン、ベント
- ハザード ^ バンカー51、池が絡むホール7
- ラウンドスタイル - 全組キャディ付、乗用カート使用、1組4人原則、状況によりツーサム可
- 練習場 - 20打席240ヤード
- 休場日 - 無休、12月下旬-3月下旬冬期クローズ[2][3]

## クラブ情報
- ハウス面積 - 3,215m2（972.5坪）
- ハウス設計 - ローカル設計建築
- ハウス施工 - 株式会社小林工務店[2][3]

## ギャラリー
- コース - [4]
- ハウス - [5]

## 交通アクセス
- 鉄道 - 中央本線（JR東日本） - 上諏訪駅より タクシー利用約20分[6]
- 道路 - 中央自動車道 - 諏訪ICより 6Km 約20分[6]

## 関連文献
- 『ゴルフ場ガイド 東版』、2006-2007、「諏訪湖カントリークラブ」、東京 ゴルフダイジェスト社、2006年5月、2021年5月12日閲覧
- 『美しい日本のゴルフコース BEAUTIFUL GOLF CULTURE IN JAPAN 日本のゴルフ110年記念 ゴルフは日本の新しい伝統文化である』、ゴルフダイジェスト社「美しい日本のゴルフコース」編纂委員会編、「マナーを第一とした理念、人間的精神陶冶の場としてゴルフ場を開発」、東京 ゴルフダイジェスト社、2013年12月、2021年5月12日閲覧